# Parafia Najświętszej Maryi Panny Królowej Polski we Wrocławiu
Parafia Najświętszej Maryi Panny Królowej Polski we Wrocławiu – parafia rzymskokatolicka znajdująca się w dekanacie Wrocław Krzyki w archidiecezji wrocławskiej. Obsługiwana przez kapłanów archidiecezjalnych. Erygowana w 1946. Mieści się przy ulicy Karmelkowej.

## Proboszczowie
- ks. dr Franciszek Filipek (1992–2012)
- ks. Witold Hyla (2012–2023)
- ks. Jacek Tomaszewski (od 2023)

## Zasięg parafii
Parafia obejmuje ulice: Balladyny, Buraczana, Chyżan, Cukrowa, Czekoladowa, Dalemińców, Dożynkowa, Goleszan, Goplan, Jutrzenki, Karmelkowa (numery 52–316, 53–89, 82–94), Kobierzycka, Kostrzyńska, Kościelna, Łanowa, Łuczan, Łysogórska, Marchewkowa, Marcepanowa, Międzygórska, Migdałowa, Piernikowa, Przemysłowa, Redarów, Sezamkowa, Siedliczan, Słoneczna, Słowińców, Supińskiego, Szparagowa, Waflowa, Wałbrzyska, Wolinian, Zabrodzka.